# 小行星118173
小行星118173（118173 Barmen）是一颗绕太阳运转的小行星，为主小行星带小行星。该小行星于1991年4月19日发现。
該小行星以德國的城市巴門命名。

## 轨道参数
小行星118173的轨道半长轴为475 006 629 km，3.1751780 UA，离心率为0.208。